# 足立トラックターミナル
足立トラックターミナル（あだちトラックターミナル）は、東京都足立区入谷にある公共トラックターミナルである。日本自動車ターミナル株式会社が運営する。

## 所在地
- 東京都足立区入谷6-1-1

## 沿革
- 1977年（昭和52年）4月　供用開始

## 施設
- 敷地面積　113,328平方メートル
- 貨物取扱能力　約 6,500トン/日（大型トラック650台分）
- 福山通運足立支店
- 西濃運輸足立東支店

### 付帯設備
- 仮眠室、宿泊室
- 給油設備
- 洗車
- 浴場
- コンビニエンスストア
- 診療所